# François Willème
François Willème (Sedan, 27 maggio 1830 – Roubaix, 31 gennaio 1905) è stato un pittore, scultore e fotografo francese.
Fu l'inventore della fotoscultura verso gli anni 1859-1860.

## Biografia

### Inizi
François Willème era figlio di un dettagliante di bevande. Fu allievo di Henri Félix Emmanuel Philippoteaux alla Scuola nazionale superiore di Belle Arti di Parigi.

### Fotoscultura
François Willème inventò la fotoscultura negli anni 1859-1860. Ne depositò il brevetto in Francia il 14 agosto 1860, e negli Stati Uniti il 9 agosto 1864.
Il 15 maggio 1861, in un articolo del Moniteur de la photographie intitolato «La photo-sculpture, art nouveau imaginé par M. François Willème», François Moigno dà la descrizione d'un procedimento inventato da Willème che combina l'uso della fotografia e del pantografo e che gli permette d'ottenere 
(« Nouvelles et faits divers, Bulletin des sciences », in Journal de l'instruction publique, 1861, p. 122)
.
Théophile Gautier qualificò la sua invenzione di "prodigio" in Le Moniteur universel nel 1863. 
Willème partecipò all'Esposizione universale di Parigi del 1867. Il suo procedimento è l'antenato della stampa in 3D. Fu un grande successo che diede celebrità al suo inventore. Tra i suoi clienti si possono distinguere Charles de Morny, Rainulphe d'Osmond, Sosthène II de La Rochefoucauld, Théophile Gautier, Bernard Pierre Magnan, Ferdinand de Lesseps, Augustine Brohan e altri personaggi famosi.
L'atelier parigino di fotoscultura aperto da Willème nel 1862 al numero 42 di avenue de Wagram (allora denominata boulevard o avenue de l'Étoile) chiuse nel 1867, nonostante il sostegno dei critici, di artisti e di imprenditori. Dopo la partenza di Willème nel 1869, la società di fotoscultura proseguì la propria attività senza di lui. La sua succursale al numero 35 di boulevard des Capucines funzionò almeno fino ad agosto 1874.

### Ritorno a Sedan
Willème tornò a vivere nella sua città natale nel 1869. Là, si associò a un fotografo, poi tenne dei corsi di disegno al collegio Turenne. 
Morì a Roubaix il 31 gennaio 1905.

### Ricompense
Nel corso della sua carriera di fotoscultore, François Willème fu ricompensato con medaglie alle esposizioni, e ricevette le insegne dell'Ordine di Carlo III di Spagna.

### Posterità
.

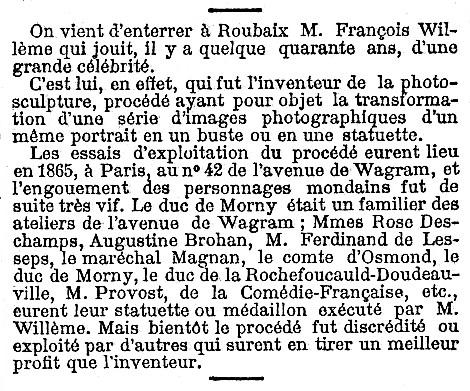
Le Temps, 6 febbraio 1905

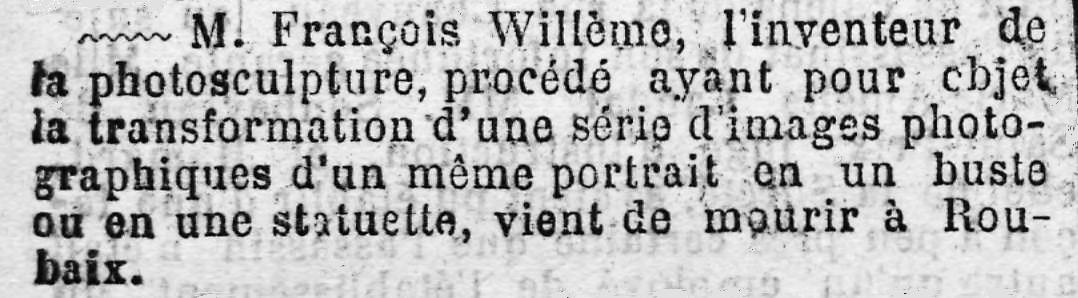
Le Rappel, 7 febbraio 1905

Nel 1899 L. P. Clerc, in La Science française riconobbe che la fotoscultura è 
(L. P. Clerc)
 per 
(L. P. Clerc)
, ma che essa 
. 
E gli oppose una nuova tecnica, a suo avviso più semplice e facile d'impiego, inventata dal fotografo Lernac e sviluppata da Nadar: la fotosteria. 
Dopo aver conosciuto la celebrità, l'opera di François Willème fu successivamente dimenticata. La sua necrologia nel 1905, su Le Rappel, la ridusse a una tecnica concernente solamente ritratti in busti e statuette. Un articolo del giornale Le Temps, il 21 gennaio 1909, parlando d'un nuovo procedimento di fotoscultura, lo evocò come una perfetta novità e ignorò l'invenzione di François Willème.
Il 23 maggio 1924, Gabriel Cromer presentò alla Société française de photographie una comunicazione intitolata François Willème, inventore della fotoscultura.
La città di Sedan conserva opere di Willème, dei busti (Cunin-Gridaine, 1890), una tavola (L’Église du collège : chapelle Saint Louis), e tre album «Depaquit» con le sue fotografie delle fortificazioni che egli realizzò dopo il 1880, al momento della loro demolizione, dopo la battaglia di Sedan. Fotosculture sono conservate, in particolare a Rochester alla George Eastman House, a Parigi al museo Carnavalet e al museo Albertina a Vienna in Austria. 
Una versione in realtà aumentata è stata realizzata e presentata nel 2023 nel quadro dell'esposizione Dimensions - Art numérique depuis 1859 a Lipsia.